# Castello Jörgenberg
Il castello Jörgenberg (in romancio Munt sogn Gieri) è un castello in rovina in cima ad uno sperone roccioso ad est di Waltensburg; le sue fortificazioni sono le più imponenti della regione Surselva nel canton Grigioni, in Svizzera. Faceva parte assieme ai castelli Grünenfels, Kropfenstein e Vogelberg del complesso fortificato di Waltensburg, di cui si hanno tracce già nell'età del bronzo.
Il castello è stato riconosciuto come bene di importanza nazionale.

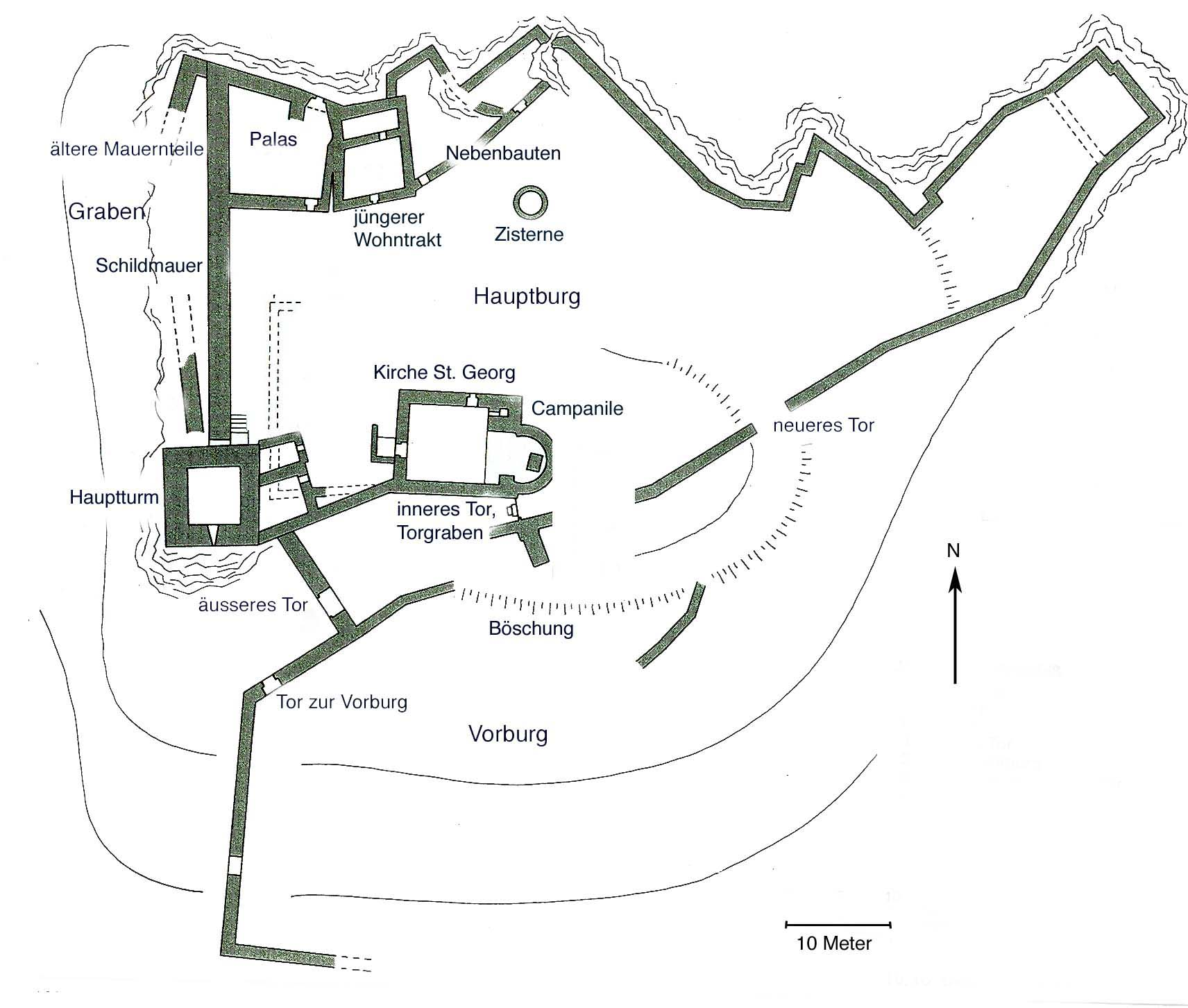
Planimetria del castello

## Storia
Nel 765 viene citato per la prima volta nel testamento del vescovo di Coira Tellone.
Jörgenberg viene anche menzionato nel IX secolo con la frase habet ecclesiam sancti Georgii in Castello, riferita alla chiesa intitolata a san Giorgio che si trova all'interno della struttura.
Nel medioevo fu trasformato da fortezza a residenza signorile con il nome di Waltramsburg.
Vi sono pochissimi documenti fino agli inizi del XIV secolo dove appare come possedimento dei signori von Freiberg. Alla morte dell'ultimo discendente di questa famiglia, il castello passò nelle mani dei potenti Baroni Von Vaz intorno al 1330.

## Galleria d'immagini

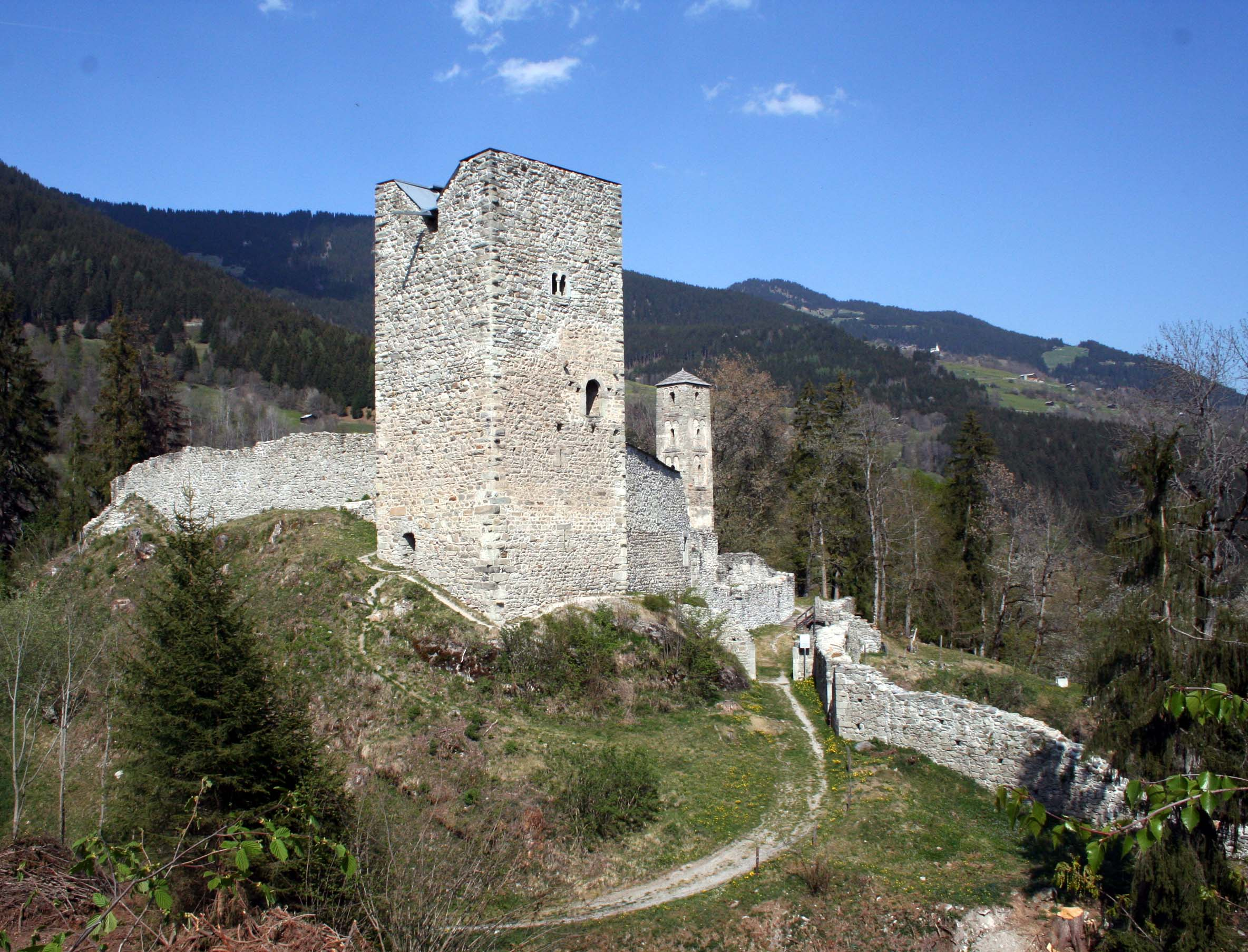
L'entrata principale
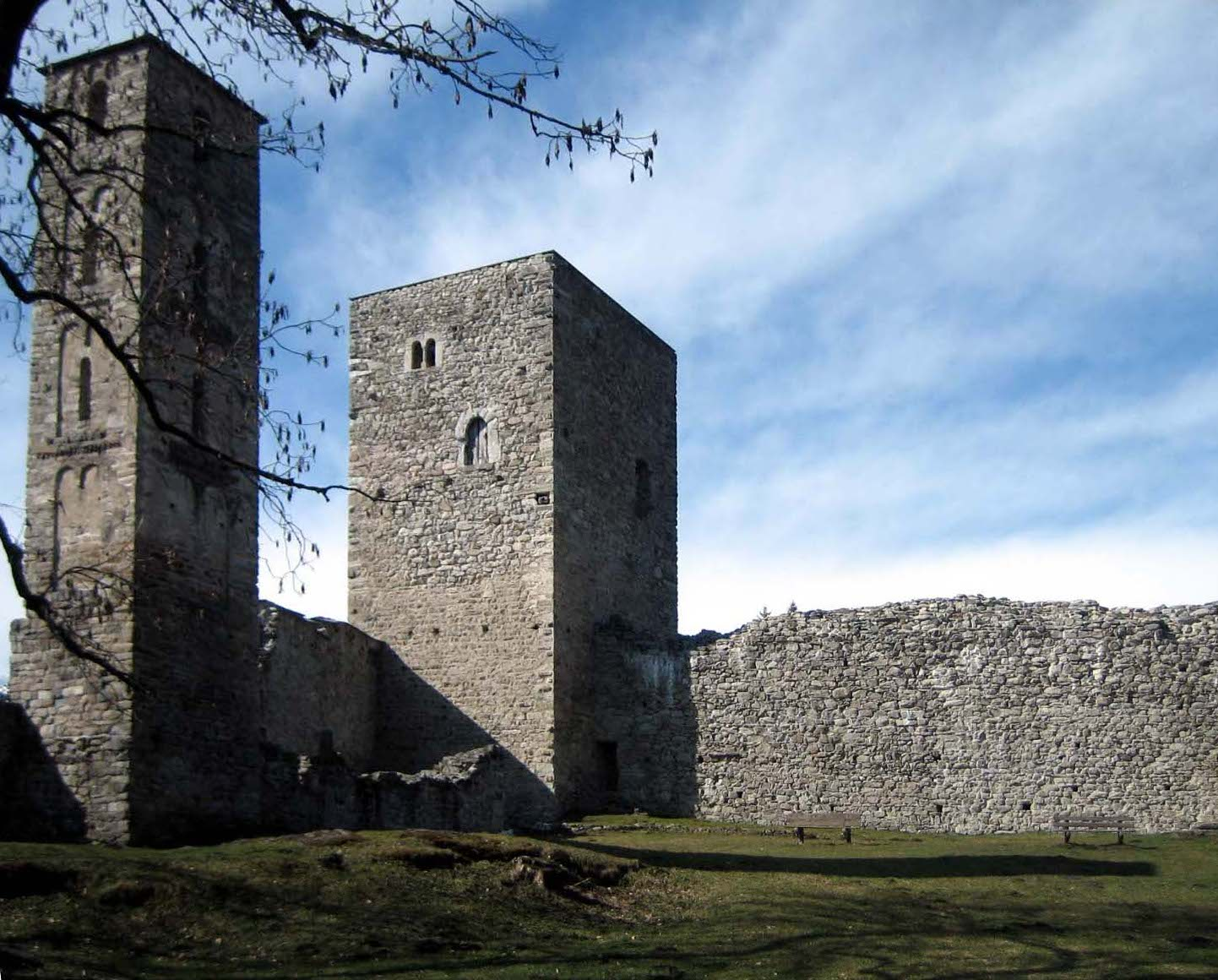
Il cortile interno
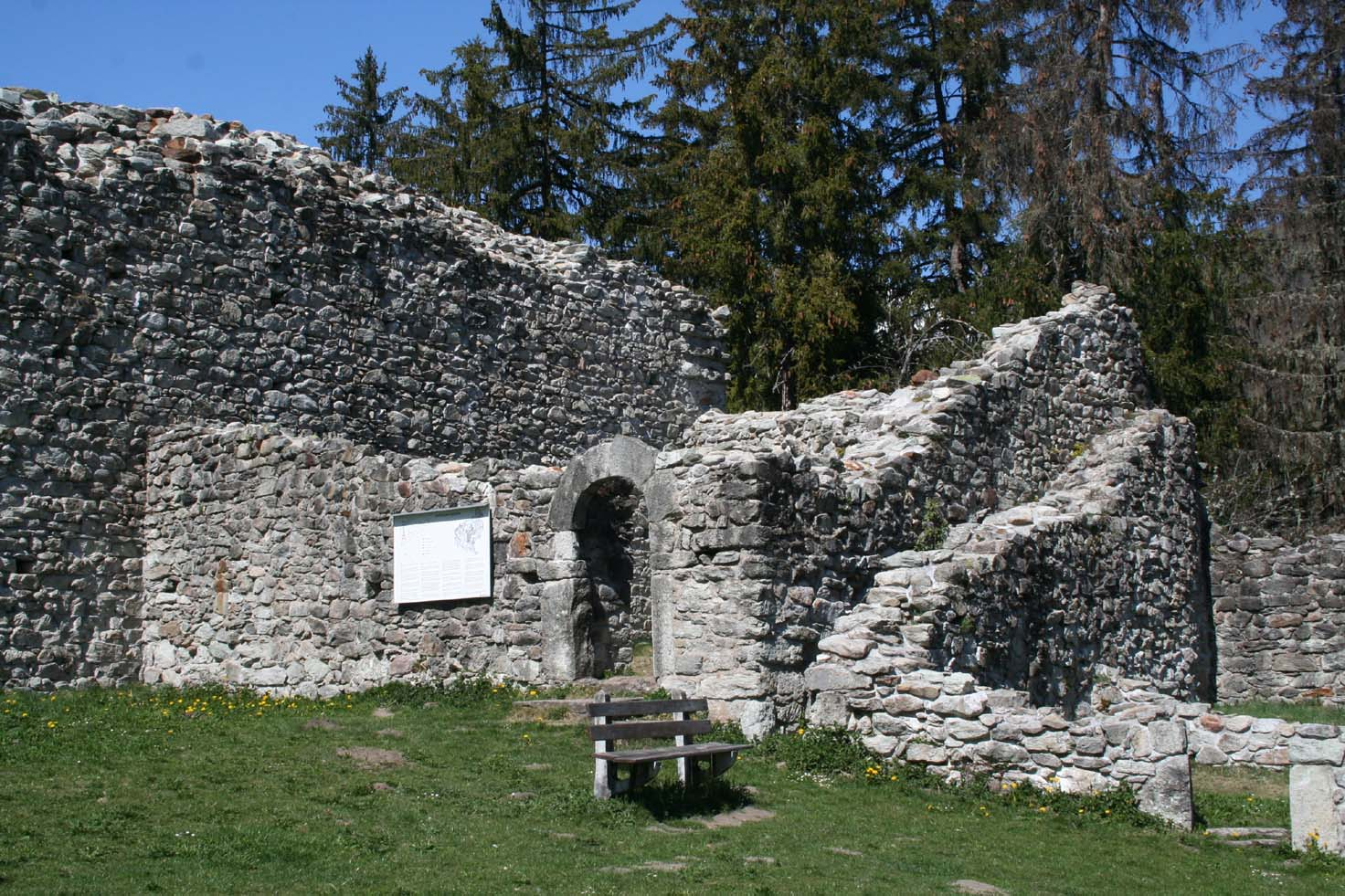
Rovine di una torre
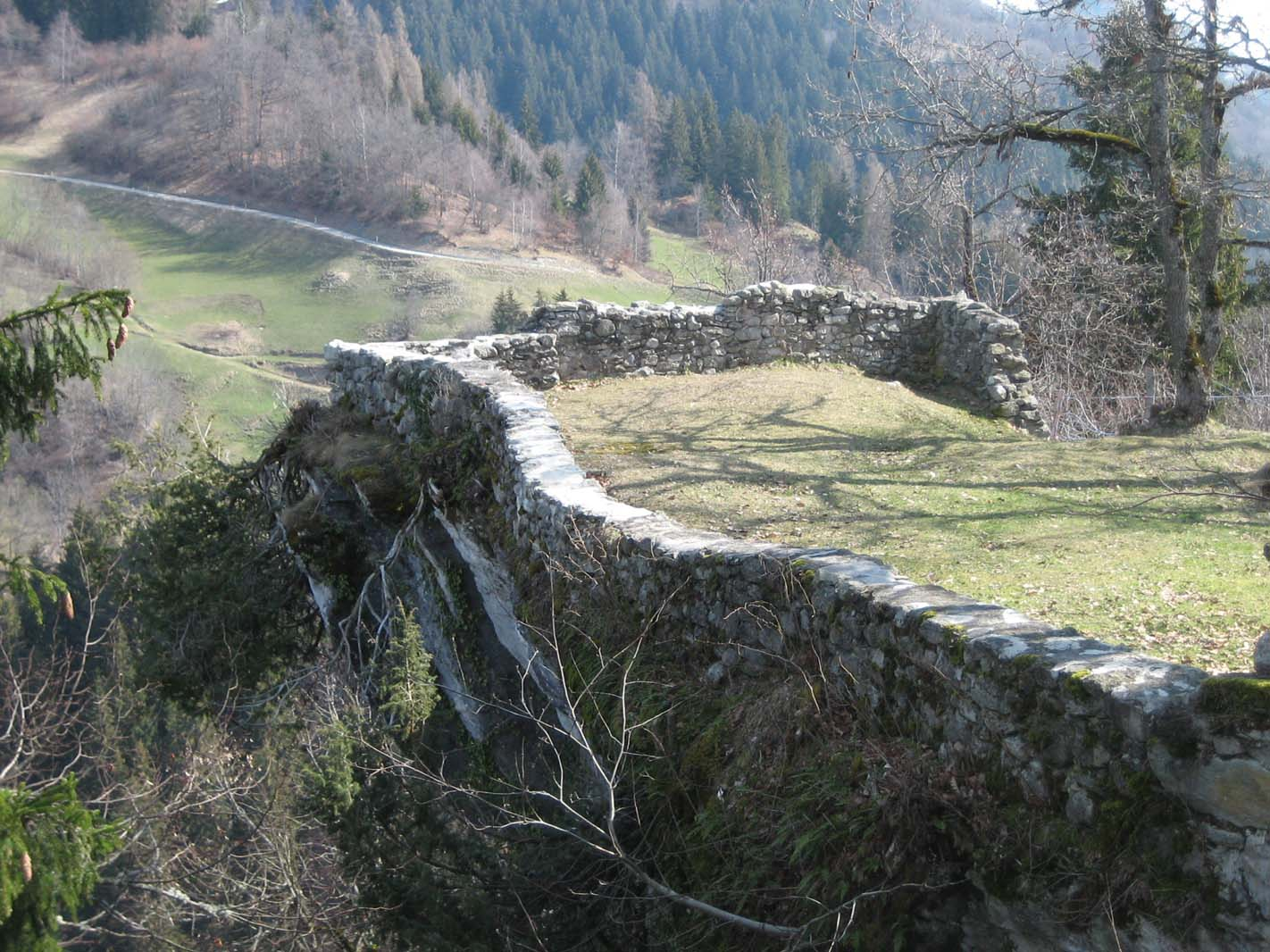
Rovine del muro orientale